# Escorxador municipal de Vilanova i la Geltrú
L'Escorxador municipal de Vilanova i la Geltrú és un edifici del municipi de Vilanova i la Geltrú (Garraf) protegit com a bé cultural d'interès local.

## Descripció
La façana de l'escorxador presenta una composició simètrica. Té una porta d'accés centrada, emmarcada per carreus de pedra simulats; és d'arc rebaixat i a la part superior té una cornisa amb mènsules de suport i un frontó circular. Als parament laterals s'obren set finestres per banda, d'arc rebaixat i emmarcament que simula maó, tècnica emprada també als murs. Són elements remarcables del conjunt l'escut central i els dos caps de bou que es troben a cada costat de la porta principal d'accés.

## Història
L'any 1862 l'ajuntament de Vilanova i la Geltrú va acordar la construcció d'un escorxador. L'obra s'acabà el 1883, segons la inscripció de la façana. El 1928 l'arquitecte Josep m. Miró i Guibernau realitzà un projecte de reforma. A partir d'aquesta data apareixen documentades diverses intervencions (1929, 1933 i 1954).